# St. Thomas (Hirschzell)

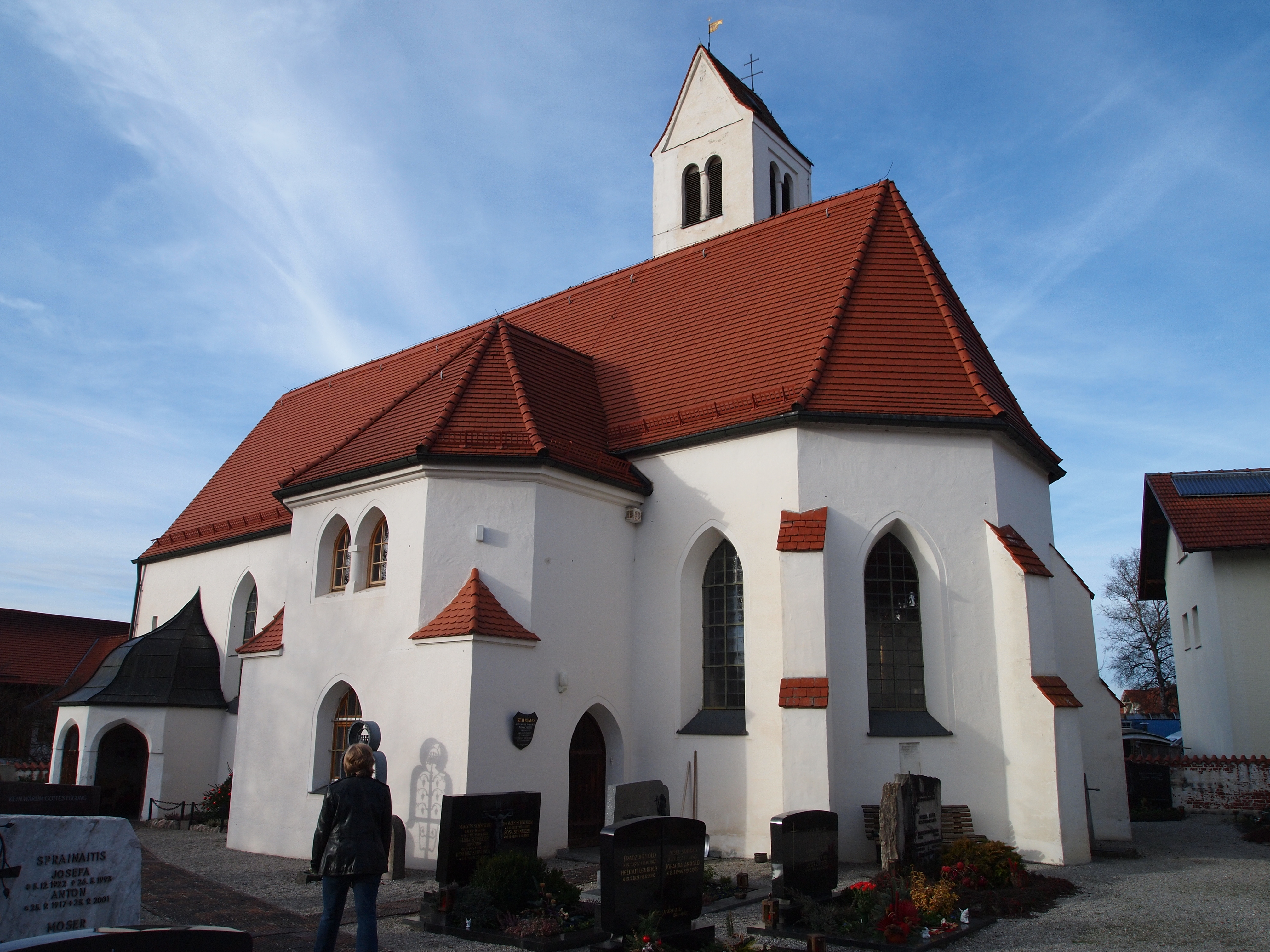
St. Thomas mit Vorzeichen, Sakristei, Turm und Friedhof

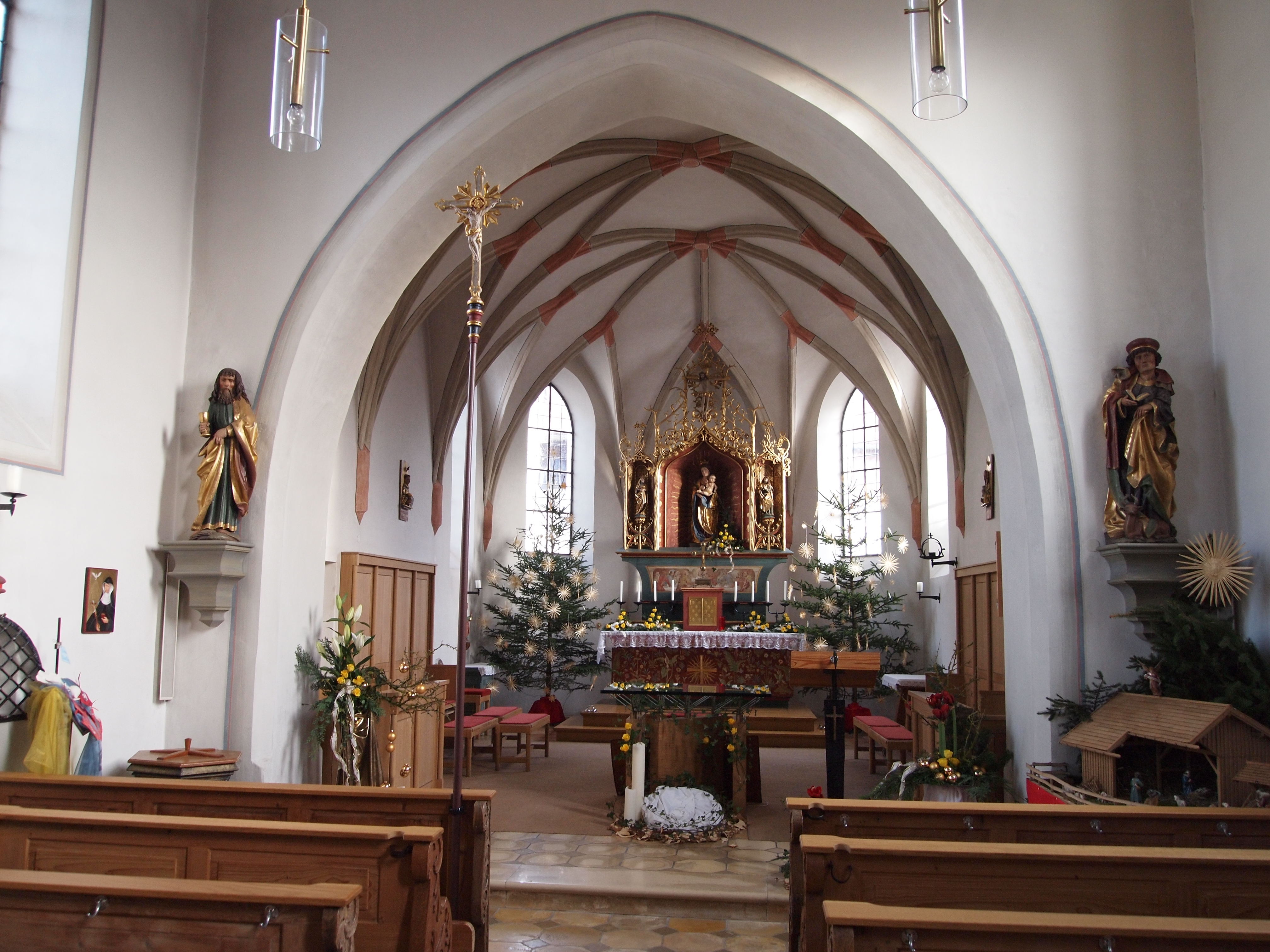
Innenraum

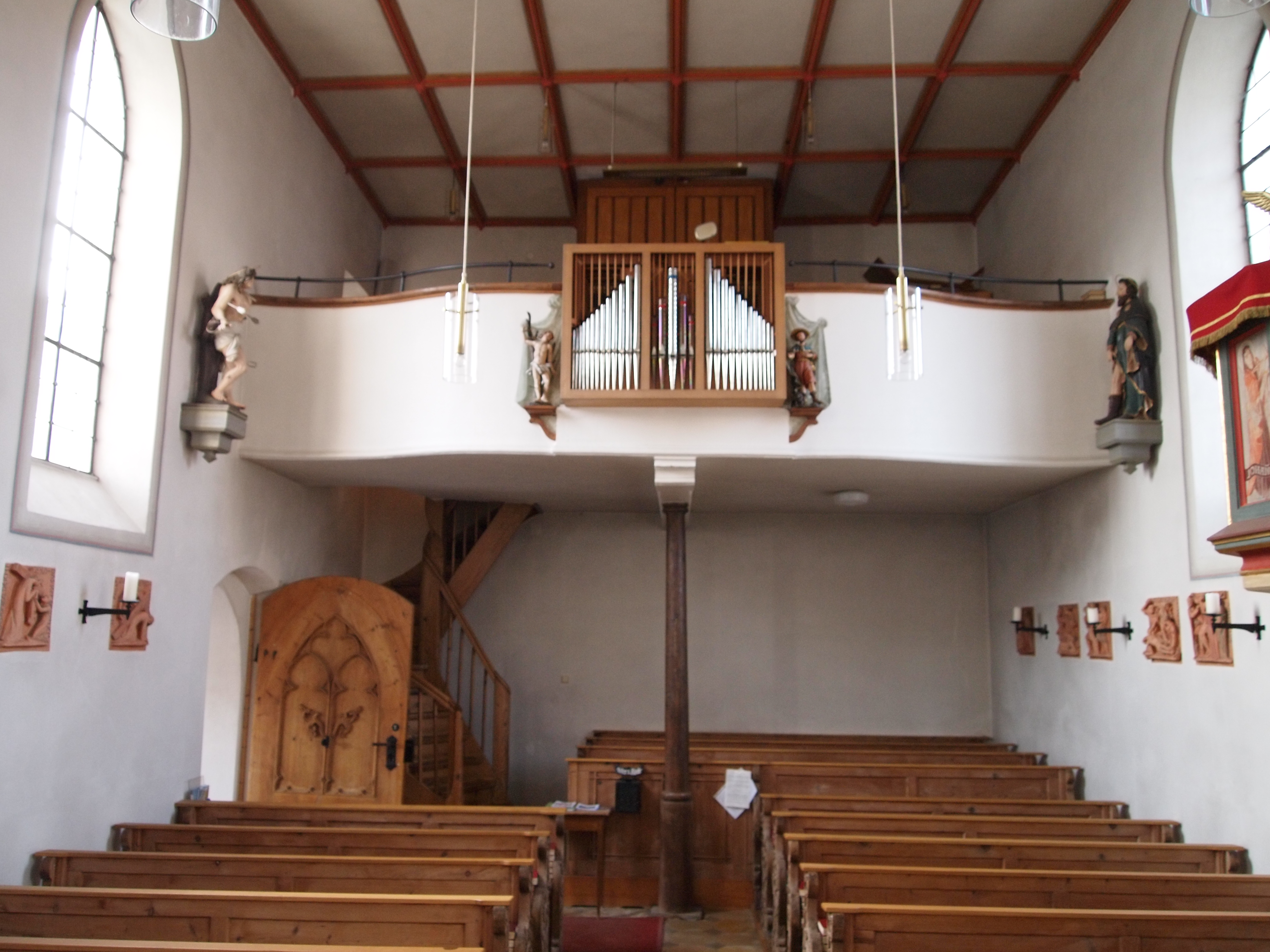
Empore und Orgel

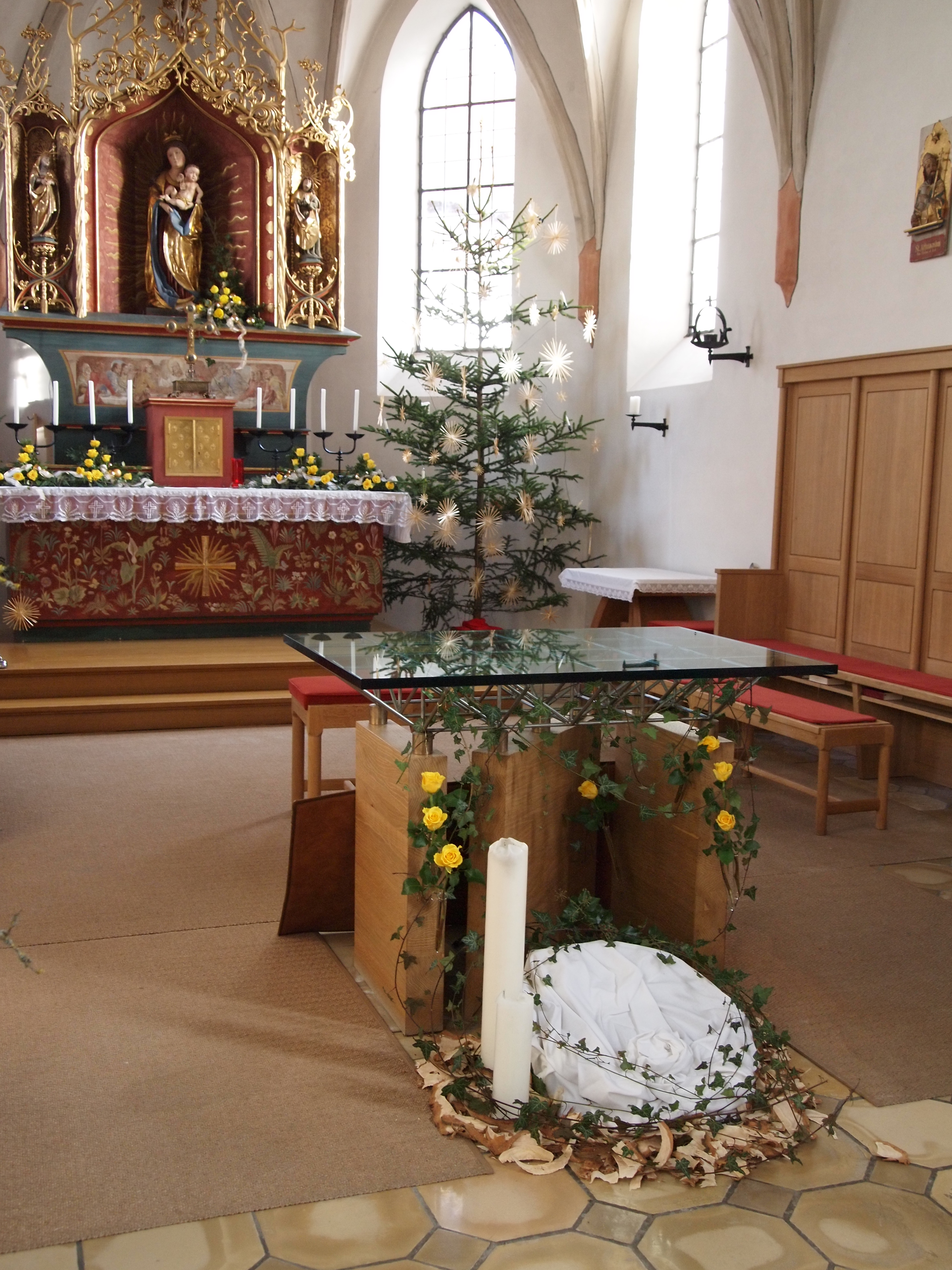
Volksaltar

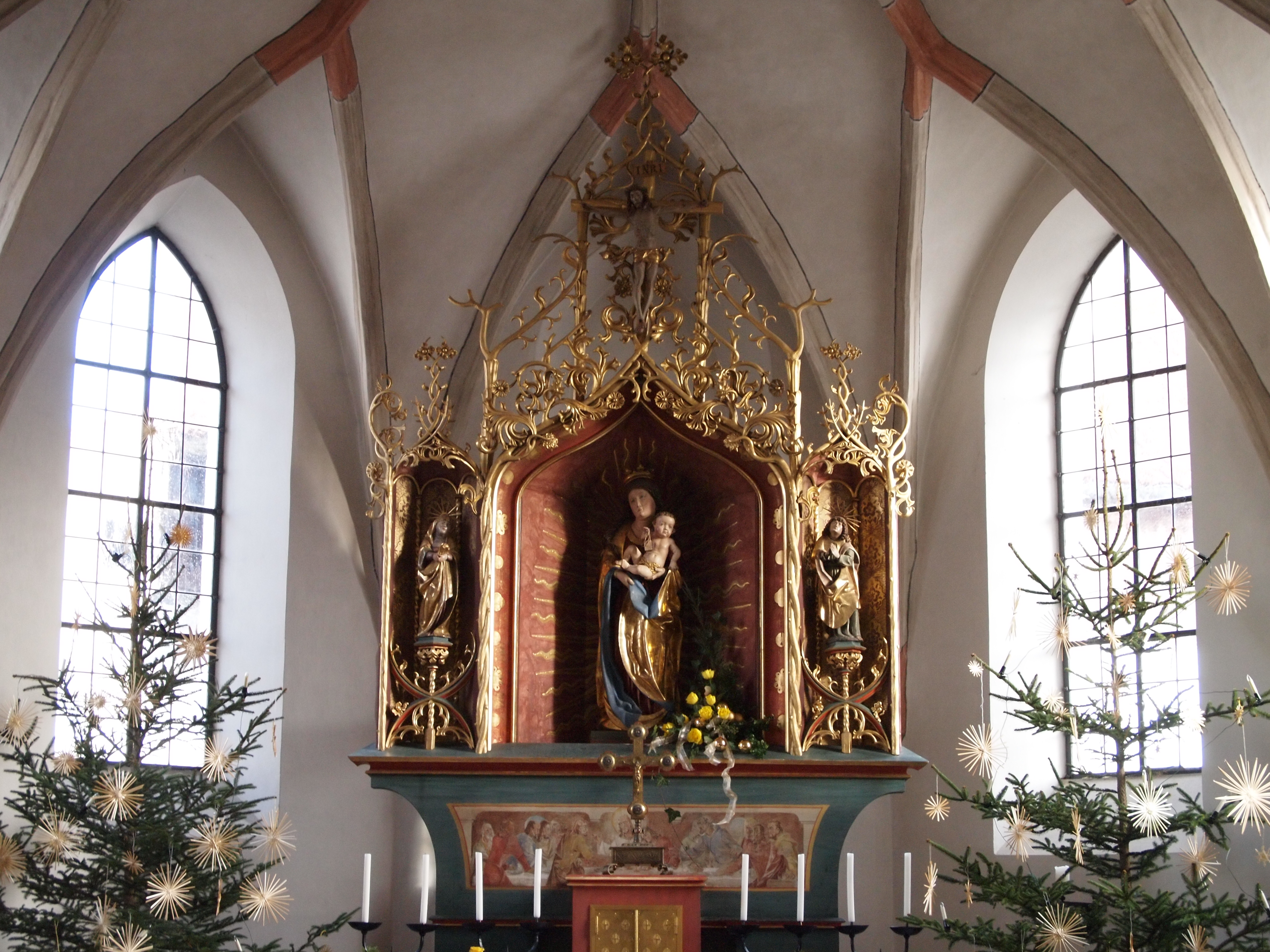
Hochaltar

St. Thomas in Hirschzell, einem Stadtteil von Kaufbeuren in Bayern, ist eine römisch-katholische Pfarrkirche. Das Langhaus ist im Kern hochmittelalterlich, die Einrichtung des Gotteshauses ist nach einer Umgestaltung Mitte des 19. Jahrhunderts überwiegend neugotisch.

## Bau und Anlage
Hirschzell wird 839 erstmals urkundlich genannt, von einem Kirchenbau aus dieser Zeit ist jedoch nichts nachgewiesen. Der Kern des Langhauses ist hochmittelalterlich. Im 15. Jahrhundert wurde das Langhaus nach Westen verlängert sowie Turm und Vorzeichen angebaut. Die Empore im Innenraum wurde im 18. Jahrhundert eingezogen, um 1900 wurde die Sakristei durch einen Neubau ersetzt. Das flachgedeckte Langhaus weist zwei spitzbogige Fenster auf.
Das Vorzeichen ist mit einem Netzgewölbe ausgestattet und erinnert in seiner Bauweise an die Stadtpfarrkirche St. Martin in Kaufbeuren. Das Gewölbe ist mit Blumenmotiven bemalt, an der Wand ist ein Bild der Geisselung Christi.

## Ausstattung
Der Kirchenraum wurde Mitte des 19. Jahrhunderts neugotisch ausgestattet, das Langhaus hat eine Kassettendecke, der Chorraum ein Netzgewölbe. Der ebenfalls neugotische Hochaltar stammt aus dem Jahr 1858 und weist eine trickreiche Vorrichtung auf, aus der ein Altarbild des Heiligen Thomas nach oben gezogen werden kann. Das Bild aus der Erbauungszeit des Altars stammt vom Obergünzburger Maler Johannes Kaspar und zeigt den Apostel Thomas, der ungläubig die Hand in die Wunde Christi legt.
Im Altar findet sich als Altarfigur eine Mondsichelmaria, links von einer trauernden Maria, rechts von Johannes dem Täufer flankiert. Die Altarfiguren stammen ebenso wie das darüberliegende, unscheinbare Kruzifix wohl aus dem frühen 16. Jahrhundert. Aus dieser Zeit stammen auch die Statuen der Evangelisten Johannes und Lukas links und rechts des Chorbogens. Die Farbfassung der beiden Figuren stammt aus dem 19. Jahrhundert, der Künstler ist unbekannt.
An der Seite des Langhauses hängt ein Kruzifix aus dem frühen 17. Jahrhundert, die flankierenden Statuen des Heiligen Rochus und des Heiligen Sebastian stammen wohl aus der Zeit um 1700.
Seitlich des Eingangs finden sich Gedenktafeln, eine mit Wappenrelief für Dorothea Rehlinger († 1540) und eine für Barbara Schweickart († 1527), beide aus Solnhofer Juramarmor. Im Fußboden vor dem Chor liegt eine Rotmarmorplatte mit dem Wappen der Schweickart und ein Wappenrelief der Dorothea Rehlinger. Die Reliefs gehen auf ein um diese Zeit am Südostrand des Ortes an der Stelle einer früheren Burg bestehendes Kloster zurück, dessen Probstin Dorothea Rehlinger war. Ein Ölbergchristus seitlich des Vorzeichens datiert auf die Zeit um 1480 und gehört zusammen mit einer um 1300 entstandenen kleinen Figur des Heiligen Johannes an der Linken Chorwand zu den ältesten Ausstattungsstücken der Kirche. Die Farbfassung beider Stücke ist neueren Datums.
An den Chorwänden sind Halbreliefs der Kirchenlehrer angebracht, die vermutlich auf die Ausstattung der früheren neugotischen Kanzel zurückgehen. Die heutige Kanzel stammt von 1938. 1949 kam ein Terracotta-Kreuzweg des Münchner Karl Baur in die Kirche.
Der Entwurf des Volksaltars mit einer Glasplatte auf einer Metallgitterkonstruktion auf Holzfüssen stammt vom Kaufbeurer Architekten Michael Graf, die Umsetzung erfolgte 1996 durch einheimische Handwerker. Das geschnitzte Chorgestühl aus der Zeit um 1700 wurde im Jahr 2000 durch sehr schlicht gestaltete Bänke ersetzt.
Im Rahmen der Gotisierung der Kirche wurde Mitte des 19. Jahrhunderts der Innenputz erneuert, eine Denkmalpflegerische im Rahmen der Kirchenrenovierung im Jahr 1985 ergab dementsprechend auch keinerlei Reste von Wandmalereien. Malereien auf der Unterseite der Dachbodenbretter deuten darauf hin, dass das Langhaus vor der Neugotischen Umgestaltung eine großflächig bemalte Holzdecke hatte.

## Orgel
Die Orgel auf der Empore wurde 1963 durch die Ebenhofener Orgelbaufirma Schmid erneuert. Sie verfügt über zehn Register, die auf zwei Manuale und Pedal verteilt sind, und ersetzt ein sechsregistriges Vorgängerinstrument der Firma Hindelang aus dem Jahr 1894.